# Neusticomys oyapocki
Neusticomys oyapocki é uma espécie de roedor da família Cricetidae. Pode ser encontrada no Brasil e na Guiana Francesa.